# Rathaus Reinickendorf
Das Rathaus Reinickendorf ist das Rathaus des Berliner Bezirks Reinickendorf. Es befindet sich am Antonyplatz im Ortsteil Wittenau und wurde 1911 als Rathaus der damaligen Gemeinde Wittenau erbaut. Der Bau wurde nach Entwürfen von Fritz Beyer innerhalb von nur zwölf Monaten im Stil des holländischen Neobarock fertiggestellt. Die Kosten beliefen sich auf rund 650.000 Mark (kaufkraftbereinigt in heutiger Währung: rund 4,45 Millionen Euro).
Von 1950 bis 1957 wurde das Rathaus nach Plänen von Walter Briesenick erweitert, um den wachsenden Platzansprüchen gerecht zu werden. Zusätzlich ließ Wilhelm Schäfer im Jahr 1957 den Ernst-Reuter-Saal als Konzertsaal zum Rathausbau hinzufügen.